# De Queen
De Queen és una ciutat i seu del Comtat de Sevier (Arkansas) dels Estats Units d'Amèrica.

## Demografia
Segons el cens del 2000 De Queen tenia 5.765 habitants, 1.913 habitatges, i 1.377 famílies. La densitat de població era de 395,4 habitants/km².
Dels 1.913 habitatges en un 39% hi vivien nens de menys de 18 anys, en un 52,7% hi vivien parelles casades, en un 13,2% dones solteres, i en un 28% no eren unitats familiars. En el 24% dels habitatges hi vivien persones soles l'11,8% de les quals corresponia a persones de 65 anys o més que vivien soles. El nombre mitjà de persones vivint en cada habitatge era de 2,93 i el nombre mitjà de persones que vivien en cada família era de 3,44.
Per edats la població es repartia de la següent manera: un 30,3% tenia menys de 18 anys, un 11,7% entre 18 i 24, un 28,3% entre 25 i 44, un 16,8% de 45 a 60 i un 12,9% 65 anys o més.
L'edat mediana era de 30 anys. Per cada 100 dones de 18 o més anys hi havia 93,2 homes.
La renda mediana per habitatge era de 25.707 $ i la renda mediana per família de 31.582 $. Els homes tenien una renda mediana de 21.542 $ mentre que les dones 17.367 $. La renda per capita de la població era de 12.968 $. Entorn del 21,3% de les famílies i el 26,9% de la població estaven per davall del llindar de pobresa.

## Poblacions properes
El següent diagrama mostra les poblacions més properes.